# Professione: reporter
Professione: Reporter és una pel·lícula dramàtica espanyola, francesa, italiana, americana, dirigida per Michelangelo Antonioni, estrenada el 1975. Va ser presentada al Festival Internacional de Cinema de Canes.

## Argument
Mentre David Locke, un reporter nord-americà una mica a la deriva, es troba a l'Àfrica, descobreix el seu veí de cambra, un cert Robertson, estès sobre el seu llit i mort. Desitjant posar una mica d'emoció a la seva vida, decideix prendre la seva identitat i anar a les cites previstes del seu nou personatge. S'adona de seguida que ha agafat la identitat d'un espia al servei de terroristes.

## Repartiment
| David Locke            | Jack Nicholson        |
| La filla               | Maria Schneider       |
| Rachel Locke           | Jenny Runacre         |
| Martin Knight          | Ian Hendry            |
| Stephen                | Steven Berkoff        |
| Achebe                 | Ambroise Bia          |
| El vigilant de l'hotel | José Maria Caffarel   |
| El doctor              | James Campbell        |
| L'estranger alemany    | Manfred Spies         |
| L'assassí              | Jean-Baptiste Tiemele |
| L'inspector            | Angel del Pozo        |
| Robertson, l'home mort | Chuck Mulvehill       |

## Al voltant de la pel·lícula
- Michelangelo Antonioni declararà: "Considero Professió: Reporter una de les meves pel·lícules més acabades estèticament. Considero igualment que és una pel·lícula política, ja que tracta de les relacions de l'individu amb la societat."
- La pel·lícula fa servir nombroses imatges d'arxiu, Antonioni tenia la preocupació de donar un aspecte documental a la pel·lícula.
- El director de fotografia ha treballat d'altra banda en aquesta òptica: ha utilitzat més sovint una llum natural i cap escena no ha estat rodada a l'estudi, a banda de l'escena final.
- Ja que la pel·lícula presenta diverses imatges documentals, Antonioni hi ha inserit l'execució real d'un presoner polític. El pla ha estat censurat a nombrosos països
- El pla de la seqüència final (que és sens dubte el més conegut de la pel·lícula) dura 7 minuts. Un sistema enginyós i complex amb una base de tubs molt lleugers que permet que la càmera travessi els barrots d'una finestra amb una facilitat desconcertant.
- L'escena final inclou la «Cançó del lladre», probablement en versió de Miquel Llobet.
- Joan Gaspart, empresari i expresident del FC Barcelona, apareix breument a la pel·lícula en el paper de recepcionista d'hotel.[1]